# Francis Walder
Francis Walder (n. 5 august 1906, Elsene, Comunitatea Francofonă din Belgia⁠(d), Belgia – d. 10 aprilie 1997, Paris, Île-de-France, Franța) a fost un scriitor belgian care a câștigat Premiul Goncourt în 1958.

## Biografie
A studiat la Academia Militară Regală din Belgia. În timpul celui de-al doilea război mondial, a fost prizonier de război în Germania timp de cinci ani. Și a fost reprezentant al armatei belgiene care a participat la discuțiile diplomatice 
de după armistițiu. Această experiență va servi drept creuzet pentru opera sa care va urma. În timpul carierei sale militare, a publicat doar câteva texte filosofice, („Existența profundă”, „Anotimpurile minții”), înainte de a se dedica scrisului după ce s-a pensionat.
În 1958 a primit Premiul Goncourt pentru Saint-Germain ou la négociation (Gallimard), un roman istoric care relatează negocierile dintre coroana Franței și hughenoți din 1570, negocieri care au condus la fragila Pace de la Saint-Germain-en-Laye. Această carte prezintă subtilitatea întregii negocieri diplomatice între cei puternici. A continuat cu romanul istoric : „Une lettre de Voiture” (Gallimard, 1962) a cărui acțiune se petrece în secolul al XVII-lea și care îl reînvie pe curtezanul și poetul Vincent Voiture și „Chaillot ou la coexistence” (Belfond, 1987) care prezintă politica de coabitare dintre Ludovic al XIII-lea și cardinalul Richelieu în contrapunct cu coexistența cardinalului și a lui Gaston, ducele de Orléans, fratele regelui. Romanele sale, stilul meticulos, deseori nuanțate de pesimism sunt bântuite de spectrul iubirii imposibile dintre persoane de origine sau statut social diferit.

## Opera
- L'existence profonde (eseuri) 1953
- Les saisons de l'esprit (eseuri) Aubier, 1955
- Saint-Germain ou la négociation Gallimard, 1958
- Cendre et or, Gallimard, 1959
- Une lettre de Voiture, Gallimard, 1962
- Chaillot ou la coexistence P. Belfond, 1987, ISBN: 9782714420923
- Le hasard est un grand artiste P. Belfond, 1991, ISBN: 978-2-7144-2633-8